# Еромоселе Альберт
Еромоселе Альберт (англ. Eromosele Albert, 27 липня 1974, Бенін-Сіті) — нігерійський професійний боксер, призер Всеафриканських ігор.

## Аматорська кар'єра
На Олімпійських іграх 1996 в категорії до 71 кг програв у першому бою  Сергію Городнічову (Україна).
1999 року  став срібним призером Всеафриканських ігор в категорії до 75 кг, програвши у фіналі Рамадану Яссеру (Єгипет).
На Олімпійських іграх 2000 програв у першому бою Гайдарбеку Гайдарбекову (Росія).

## Професіональна кар'єра
Після Олімпіади 2000 переїхав до США і 6 лютого 2001 року дебютував на профірингу. З 2001 по 2011 рік він провів у США 28 боїв (ще один бій проти Заурбека Байсангурова проходив у Грозному, Росія).
31 серпня 2011 року у Гобарті, Австралія вийшов на бій проти чемпіона світу за версією IBF у середній вазі Деніела Гіла і програв йому одностайним рішенням суддів.
18 листопада 2011 року вийшов на бій за статус обов'язкового претендента на титул чемпіона світу за версією IBF проти Сема Солімана (Австралія), програв йому і завершив кар'єру.